# Ecuador en la Copa Mundial de Fútbol de 2014
La Selección de Ecuador fue uno de los 32 equipos que participó en la Copa Mundial de Fútbol de 2014 realizada en Brasil. Fue su tercera participación en mundiales, primera desde Alemania 2006, y en la que formó parte del Grupo E, junto a Suiza, Francia y Honduras.
Ecuador selló su clasificación en la última fecha de las eliminatorias. En la previa de la última fecha Ecuador y Chile empataban en el tercer lugar con 25 puntos, 3 más que Uruguay en el quinto lugar. Uruguay derrotó a Argentina por 3 - 2 igualando a Ecuador en puntaje. Finalmente, pese a perder en Santiago contra Chile por 2 - 1, Ecuador terminó en el cuarto lugar por una mejor diferencia de gol clasificándose directamente al mundial.

## Clasificación

### Tabla de posiciones
| Equipo    | Pts | PJ | PG | PE | PP | GF | GC | Dif |
| --------- | --- | -- | -- | -- | -- | -- | -- | --- |
| Argentina | 32  | 16 | 9  | 5  | 2  | 35 | 15 | 20  |
| Colombia  | 30  | 16 | 9  | 3  | 4  | 27 | 13 | 14  |
| Chile     | 28  | 16 | 9  | 1  | 6  | 29 | 25 | 4   |
| Ecuador   | 25  | 16 | 7  | 4  | 5  | 20 | 16 | 4   |
| Uruguay   | 25  | 16 | 7  | 4  | 5  | 25 | 25 | 0   |
| Venezuela | 20  | 16 | 5  | 5  | 6  | 14 | 20 | -6  |
| Perú      | 15  | 16 | 4  | 3  | 9  | 17 | 26 | -9  |
| Bolivia   | 12  | 16 | 2  | 6  | 8  | 17 | 30 | -13 |
| Paraguay  | 12  | 16 | 3  | 3  | 10 | 17 | 31 | -14 |

### Primera ronda
| Fecha                    | Lugar        |           |                      | Resultado |                      |           |
| ------------------------ | ------------ | --------- | -------------------- | --------- | -------------------- | --------- |
| 7 de octubre de 2011     | Quito        | Ecuador   | Bandera de Ecuador   | 2:0 (2:0) | Bandera de Venezuela | Venezuela |
| 11 de noviembre de 2011  | Asunción     | Paraguay  | Bandera de Paraguay  | 2:1 (0:0) | Bandera de Ecuador   | Ecuador   |
| 15 de noviembre de 2011  | Quito        | Ecuador   | Bandera de Ecuador   | 2:0 (0:0) | Bandera de Perú      | Perú      |
| 2 de junio de 2012       | Buenos Aires | Argentina | Bandera de Argentina | 4:0 (3:0) | Bandera de Ecuador   | Ecuador   |
| 10 de junio de 2012      | Quito        | Ecuador   | Bandera de Ecuador   | 1:0 (0:0) | Bandera de Colombia  | Colombia  |
| 7 de septiembre de 2012  | Quito        | Ecuador   | Bandera de Ecuador   | 1:0       | Bandera de Bolivia   | Bolivia   |
| 11 de septiembre de 2012 | Montevideo   | Uruguay   | Bandera de Uruguay   | 1:1 (0:1) | Bandera de Ecuador   | Ecuador   |
| 12 de octubre de 2012    | Quito        | Ecuador   | Bandera de Ecuador   | 3:1 (1:1) | Bandera de Chile     | Chile     |

### Segunda ronda
| Fecha                    | Lugar          |           |                      | Resultado |                      |           |
| ------------------------ | -------------- | --------- | -------------------- | --------- | -------------------- | --------- |
| 16 de octubre de 2012    | Puerto La Cruz | Venezuela | Bandera de Venezuela | 1:1 (1:1) | Bandera de Ecuador   | Ecuador   |
| 26 de marzo de 2013      | Quito          | Ecuador   | Bandera de Ecuador   | 4:1 (1:1) | Bandera de Paraguay  | Paraguay  |
| 7 de junio de 2013       | Lima           | Perú      | Bandera de Perú      | 1:0 (1:0) | Bandera de Ecuador   | Ecuador   |
| 11 de junio de 2013      | Quito          | Ecuador   | Bandera de Ecuador   | 1:1 (1:1) | Bandera de Argentina | Argentina |
| 6 de septiembre de 2013  | Barranquilla   | Colombia  | Bandera de Colombia  | 1:0 (1:0) | Bandera de Ecuador   | Ecuador   |
| 10 de septiembre de 2013 | La Paz         | Bolivia   | Bandera de Bolivia   | 1:1 (0:0) | Bandera de Ecuador   | Ecuador   |
| 11 de octubre de 2013    | Quito          | Ecuador   | Bandera de Ecuador   | 1:0 (1:0) | Bandera de Uruguay   | Uruguay   |
| 15 de octubre de 2013    | Santiago       | Chile     | Bandera de Chile     | 2:1 (2:0) | Bandera de Ecuador   | Ecuador   |

### Goleadores
| Jugador           | Goles | PJ |
| ----------------- | ----- | -- |
| Felipe Caicedo    | 7     | 9  |
| Cristian Benítez  | 4     | 9  |
| Segundo Castillo  | 3     | 12 |
| Jefferson Montero | 3     | 13 |
| Edison Méndez     | 1     | 5  |
| Joao Rojas        | 1     | 10 |
| Jaime Ayoví       | 1     | 10 |

## Preparación

### Campamento base
El 7 de enero de 2014 el presidente de la Federación Ecuatoriana de Fútbol (FEF), Luis Chiriboga Acosta, confirmó a la ciudad de Viamão en el estado de Rio Grande do Sul como sede del campamento base de Ecuador durante el mundial. Ecuador había escogido inicialmente a Vitória como sede pero debido a que esta ciudad había sido elegida con anterioridad por Australia y Camerún tuvo que cambiar de ciudad, por normas de la FIFA solo un máximo de dos selecciones pueden ocupar una misma sede.
Una semana después, el 15 de enero de 2014, el presidente de la FEF firmó el convenio con las autoridades de la municipalidad de Viamão. La selección se hospedo en el hotel Vila Ventura y realizó sus entrenamientos en las dos canchas de fútbol que tiene el hotel como campos de entrenamiento.

## Amistosos previos
| 15 de noviembre de 2013 | Ecuador | 0:0 | Argentina | MetLife Stadium, Nueva Jersey, Estados Unidos              |  |
|                         |         |     |           | Asistencia: 38000 espectadores Árbitro(s): Silviu Petrescu |  |

| 19 de noviembre de 2013 | Honduras       | 2:2 (0:1) | Ecuador                        | Estadio BBVA Compass, Houston, Estados Unidos |                             |
|                         | Costly 63' 67' |           | J. Ayoví 15' · E. Valencia 89' | Árbitro(s): Ricardo Salazar                   | Árbitro(s): Ricardo Salazar |

| 5 de marzo de 2014 | Australia                          | 3:4 (3:0) | Ecuador                                                           | The Den, Londres, Inglaterra |                         |
|                    | Cahill 8' 32' · Jedinak 15' (pen.) | Reporte   | Martínez 57' · Castillo 61' (pen.) · Valencia 77' · Méndez 90'+2' | Árbitro(s): Lee Probert      | Árbitro(s): Lee Probert |

| 17 de mayo de 2014 | Países Bajos   | 1:1 (1:1) | Ecuador    | Ámsterdam Arena, Ámsterdam, Países Bajos |                            |
|                    | van Persie 37' |           | Montero 9' | Árbitro(s): Pavel Královec               | Árbitro(s): Pavel Královec |

| 31 de mayo de 2014 | México                                         | 3:1 (1:0) | Ecuador         | AT&T Stadium, Arlington, Estados Unidos                |                                                        |
|                    | Montes 33' · Marco Fabián 69' · dos Santos 76' | Reporte   | E. Valencia 80' | Asistencia: 84 876 espectadores Árbitro(s): John Pittí | Asistencia: 84 876 espectadores Árbitro(s): John Pittí |

| 4 de junio de 2014 | Ecuador                     | 2:2 (1:1) | Inglaterra               | Sun Life Stadium, Miami, Estados Unidos                  |                                                          |
|                    | E. Valencia 8' · Arroyo 70' | Reporte   | Rooney 29' · Lambert 51' | Asistencia: 21 534 espectadores Árbitro(s): Jair Marrufo | Asistencia: 21 534 espectadores Árbitro(s): Jair Marrufo |

## Lista de jugadores
El 13 de mayo de 2014 el técnico de la Selección Ecuatoriana, Reinaldo Rueda, dio a conocer la nómina provisional de 30 jugadores preseleccionados para el mundial. La nómina definitiva de 23 jugadores que asistirán al mundial se anunció el 2 de junio. La numeración de las camisetas que utilizarán los jugadores se publicó al día siguiente.
| No. | Pos. | Jugador                                                                  | Fecha de nacimiento (edad)         | Apa. | Goles | Club                         |
| --- | ---- | ------------------------------------------------------------------------ | ---------------------------------- | ---- | ----- | ---------------------------- |
| 1   | POR  | Máximo Banguera                                                          | 16 de diciembre de 1985 (28 años)  | 25   | 0     | Barcelona S. C.              |
| 2   | DEF  | [[Archivo:\|20x20px\|border\|Bandera de Esmeraldas]] Jorge Guagua        | 28 de septiembre de 1981 (32 años) | 51   | 2     | C. S. Emelec                 |
| 3   | DEF  | [[Archivo:\|20x20px\|border\|Bandera de Esmeraldas]] Frickson Erazo      | 5 de mayo de 1988 (26 años)        | 37   | 1     | C. R. Flamengo               |
| 4   | DEF  | [[Archivo:\|20x20px\|border\|Bandera de Esmeraldas]] Juan Carlos Paredes | 8 de julio de 1987 (26 años)       | 39   | 0     | Barcelona S. C.              |
| 5   | MED  | Renato Ibarra                                                            | 20 de enero de 1991 (23 años)      | 18   | 0     | S. B. V. Vitesse             |
| 6   | MED  | Christian Noboa                                                          | 9 de abril de 1985 (29 años)       | 42   | 2     | F. C. Dinamo Moscú           |
| 7   | MED  | Jefferson Montero                                                        | 1 de septiembre de 1989 (24 años)  | 35   | 8     | Club Monarcas Morelia        |
| 8   | MED  | Édison Méndez                                                            | 16 de marzo de 1979 (35 años)      | 103  | 17    | C. Independiente Santa Fe    |
| 9   | DEL  | Joao Rojas                                                               | 14 de junio de 1989 (25 años)      | 30   | 2     | C. F. Cruz Azul              |
| 10  | DEF  | [[Archivo:\|20x20px\|border\|Bandera de Esmeraldas]] Walter Ayoví        | 11 de agosto de 1979 (34 años)     | 83   | 8     | C. F. Pachuca                |
| 11  | DEL  | Felipe Caicedo                                                           | 5 de septiembre de 1988 (25 años)  | 43   | 15    | Al-Jazira S. C.              |
| 12  | POR  | [[Archivo:\|20x20px\|border\|Bandera de Esmeraldas]] Adrián Bone         | 8 de septiembre de 1988 (25 años)  | 3    | 0     | C. D. El Nacional            |
| 13  | DEL  | [[Archivo:\|20x20px\|border\|Bandera de Esmeraldas]] Enner Valencia      | 4 de noviembre de 1989 (24 años)   | 10   | 4     | C. F. Pachuca                |
| 14  | MED  | Oswaldo Minda1                                                           | 26 de julio de 1983 (30 años)      | 18   | 0     | C. D. Chivas USA             |
| 15  | MED  | Michael Arroyo                                                           | 23 de abril de 1987 (27 años)      | 20   | 3     | Atlante F. C.                |
| 16  | MED  | Antonio Valencia                                                         | 4 de agosto de 1985 (28 años)      | 67   | 8     | Manchester United F. C.      |
| 17  | DEL  | [[Archivo:\|20x20px\|border\|Bandera de Esmeraldas]] Jaime Ayoví         | 21 de febrero de 1988 (26 años)    | 28   | 9     | Club Tijuana                 |
| 18  | DEF  | [[Archivo:\|20x20px\|border\|Bandera de Esmeraldas]] Óscar Bagüí         | 10 de diciembre de 1982 (31 años)  | 17   | 0     | C. S. Emelec                 |
| 19  | MED  | Luis Saritama                                                            | 20 de octubre de 1983 (30 años)    | 45   | 0     | Barcelona S. C.              |
| 20  | MED  | Fidel Martínez                                                           | 15 de febrero de 1990 (24 años)    | 8    | 2     | Club Tijuana                 |
| 21  | DEF  | Gabriel Achilier                                                         | 24 de marzo de 1985 (29 años)      | 23   | 0     | C. S. Emelec                 |
| 22  | POR  | [[Archivo:\|20x20px\|border\|Bandera de Esmeraldas]] Alexander Domínguez | 5 de junio de 1987 (27 años)       | 18   | 0     | Liga Deportiva Universitaria |
| 23  | MED  | Carlos Gruezo                                                            | 19 de abril de 1995 (19 años)      | 3    | 0     | VfB Stuttgart                |

Datos previos al inicio del torneo.
1El 8 de junio el centrocampista Segundo Castillo, que no pudo recuperarse de un esguince severo en la rodilla derecha sufrido en el partido amistoso frente a México, fue reemplazado en la lista de 23 por Oswaldo Minda inicialmente incluido en la lista provisional de 30.

Los siguientes jugadores fueron incluidos en la lista provisional de 30 convocados que la Federación Ecuatoriana de Fútbol envió a la FIFA, pero no formaron parte de la nómina definitiva de 23 jugadores elaborada por Reinaldo Rueda. Segundo Castillo inicialmente formó parte de la nómina definitiva de 23 pero debido a que no pudo recuperarse de una lesión fue dado de baja y reemplazado por Oswaldo Minda.
| Nombre                                                                 | Posición       | Edad | PJ Sel | G | Club                       |
| ---------------------------------------------------------------------- | -------------- | ---- | ------ | - | -------------------------- |
| [[Archivo:\|20x20px\|border\|Bandera de Esmeraldas]] John Narváez      | Defensa        | 23   | 0      | 0 | C. S. Emelec               |
| Cristian Ramírez                                                       | Defensa        | 19   | 2      | 0 | Fortuna Düsseldorf         |
| [[Archivo:\|20x20px\|border\|Bandera de Esmeraldas]] Pedro Quiñónez    | Centrocampista | 28   | 11     | 0 | C. S. Emelec               |
| [[Archivo:\|20x20px\|border\|Bandera de Esmeraldas]] Segundo Castillo1 | Centrocampista | 32   | 81     | 9 | Al-Hilal F. C.             |
| [[Archivo:\|20x20px\|border\|Bandera de Esmeraldas]] Armando Wila      | Delantero      | 29   | 1      | 0 | C. D. Universidad Católica |
| [[Archivo:\|20x20px\|border\|Bandera de Esmeraldas]] Cristian Penilla  | Delantero      | 23   | 0      | 0 | Barcelona S. C.            |
| Ángel Mena                                                             | Delantero      | 26   | 0      | 0 | C. S. Emelec               |

## Participación
- Los horarios son correspondientes a la hora local de Brasil (UTC-3).

### Partidos
| Fecha       | Lugar          | Instancia      | Local    |                     | Resultado |                    | Visitante |
| ----------- | -------------- | -------------- | -------- | ------------------- | --------- | ------------------ | --------- |
| 15 de junio | Brasilia       | Fase de grupos | Suiza    | Bandera de Suiza    | 2:1 (0:1) | Bandera de Ecuador | Ecuador   |
| 20 de junio | Curitiba       | Fase de grupos | Honduras | Bandera de Honduras | 1:2 (1:1) | Bandera de Ecuador | Ecuador   |
| 25 de junio | Río de Janeiro | Fase de grupos | Ecuador  | Bandera de Ecuador  | 0:0 (0:0) | Bandera de Francia | Francia   |

### Fase de grupos - Grupo E
| Selección | Pts | PJ | PG | PE | PP | GF | GC | Dif |
| --------- | --- | -- | -- | -- | -- | -- | -- | --- |
| Francia   | 7   | 3  | 2  | 1  | 0  | 8  | 2  | +6  |
| Suiza     | 6   | 3  | 2  | 0  | 1  | 7  | 6  | +1  |
| Ecuador   | 4   | 3  | 1  | 1  | 1  | 3  | 3  | 0   |
| Honduras  | 0   | 3  | 0  | 0  | 3  | 1  | 8  | -7  |

|  | Clasificados a los octavos de final. |

#### Suiza vs Ecuador
| 15 de junio | Suiza                         | 2:1 (0:1) | Ecuador         | Estádio Mané Garrincha, Brasilia                            |                                                             |
| 13:00       | Mehmedi 48' · Seferović 90+3' | Reporte   | E. Valencia 22' | Asistencia: 68 351 espectadores Árbitro(s): Ravshan Irmatov | Asistencia: 68 351 espectadores Árbitro(s): Ravshan Irmatov |

| 1          | Guardameta     | Diego Benaglio       |     |
| 2          | Defensa        | Stephan Lichtsteiner |     |
| 20         | Defensa        | Johan Djourou        |     |
| 5          | Defensa        | Steve von Bergen     |     |
| 13         | Defensa        | Ricardo Rodríguez    |     |
| 11         | Centrocampista | Valon Behrami        |     |
| 8          | Centrocampista | Gökhan İnler         |     |
| 23         | Centrocampista | Xherdan Shaqiri      |     |
| 10         | Centrocampista | Granit Xhaka         |     |
| 14         | Centrocampista | Valentin Stocker     | 46' |
| 19         | Delantero      | Josip Drmić          | 75' |
| Entrenador | Entrenador     | Ottmar Hitzfeld      |     |

| 22         | Guardameta     | Alexander Domínguez |     |
| 4          | Defensa        | Juan Carlos Paredes |     |
| 2          | Defensa        | Jorge Guagua        |     |
| 3          | Defensa        | Frickson Erazo      |     |
| 10         | Defensa        | Walter Ayoví        |     |
| 16         | Centrocampista | Antonio Valencia    |     |
| 23         | Centrocampista | Carlos Gruezo       |     |
| 6          | Centrocampista | Christian Noboa     |     |
| 7          | Centrocampista | Jefferson Montero   | 77' |
| 13         | Delantero      | Enner Valencia      |     |
| 11         | Delantero      | Felipe Caicedo      | 70' |
| Entrenador | Entrenador     | Reinaldo Rueda      |     |

| 18 | Delantero | Admir Mehmedi   | 46' |
| 9  | Delantero | Haris Seferović | 75' |

| 15 | Centrocampista | Michael Arroyo   | 70' |
| 9  | Delantero      | Joao Robin Rojas | 77' |

| Anotado | 48'   | Admir Mehmedi   | 1–1 |
| Anotado | 90+3' | Haris Seferović | 2–1 |

| Anotado | 22' | Enner Valencia | 0–1 |

| Amonestado | 84' | Johan Djourou |

| Amonestado | 53' | Juan Carlos Paredes |

| Árbitro             | Ravshan Irmatov        |
| Árbitros asistentes | Abdukhamidullo Rasulov |
| Árbitros asistentes | Bakhadyr Kochkarov     |
| Cuarto árbitro      | Svein Oddvar Moen      |
| Quinto árbitro      | Kim Haglund            |

| 1          | Guardameta     | Diego Benaglio       |     |
| 2          | Defensa        | Stephan Lichtsteiner |     |
| 20         | Defensa        | Johan Djourou        |     |
| 5          | Defensa        | Steve von Bergen     |     |
| 13         | Defensa        | Ricardo Rodríguez    |     |
| 11         | Centrocampista | Valon Behrami        |     |
| 8          | Centrocampista | Gökhan İnler         |     |
| 23         | Centrocampista | Xherdan Shaqiri      |     |
| 10         | Centrocampista | Granit Xhaka         |     |
| 14         | Centrocampista | Valentin Stocker     | 46' |
| 19         | Delantero      | Josip Drmić          | 75' |
| Entrenador | Entrenador     | Ottmar Hitzfeld      |     |

| 22         | Guardameta     | Alexander Domínguez |     |
| 4          | Defensa        | Juan Carlos Paredes |     |
| 2          | Defensa        | Jorge Guagua        |     |
| 3          | Defensa        | Frickson Erazo      |     |
| 10         | Defensa        | Walter Ayoví        |     |
| 16         | Centrocampista | Antonio Valencia    |     |
| 23         | Centrocampista | Carlos Gruezo       |     |
| 6          | Centrocampista | Christian Noboa     |     |
| 7          | Centrocampista | Jefferson Montero   | 77' |
| 13         | Delantero      | Enner Valencia      |     |
| 11         | Delantero      | Felipe Caicedo      | 70' |
| Entrenador | Entrenador     | Reinaldo Rueda      |     |

| 18 | Delantero | Admir Mehmedi   | 46' |
| 9  | Delantero | Haris Seferović | 75' |

| 15 | Centrocampista | Michael Arroyo   | 70' |
| 9  | Delantero      | Joao Robin Rojas | 77' |

| Anotado | 48'   | Admir Mehmedi   | 1–1 |
| Anotado | 90+3' | Haris Seferović | 2–1 |

| Anotado | 22' | Enner Valencia | 0–1 |

| Amonestado | 84' | Johan Djourou |

| Amonestado | 53' | Juan Carlos Paredes |

| Árbitro             | Ravshan Irmatov        |
| Árbitros asistentes | Abdukhamidullo Rasulov |
| Árbitros asistentes | Bakhadyr Kochkarov     |
| Cuarto árbitro      | Svein Oddvar Moen      |
| Quinto árbitro      | Kim Haglund            |

| \| Estadísticas \| \| \| \| Tiros \| 18 \| 10 \| \| Tiros a puerta \| 12 \| 6 \| \| Faltas \| 9 \| 15 \| \| Saques de esquina \| 8 \| 5 \| \| Penaltis \| 0 \| 0 \| \| Fueras de juego \| 1 \| 4 \| \| Posesión del balón \| 56 % \| 44 % \| | Alineación inicial |                    |
| Estadísticas | Bandera de Suiza   | Bandera de Ecuador |
| Tiros | 18                 | 10                 |
| Tiros a puerta | 12                 | 6                  |
| Faltas | 9                  | 15                 |
| Saques de esquina | 8                  | 5                  |
| Penaltis | 0                  | 0                  |
| Fueras de juego | 1                  | 4                  |
| Posesión del balón | 56 %               | 44 %               |

#### Honduras vs Ecuador
| 20 de junio | Honduras   | 1:2 (1:1) | Ecuador              | Arena da Baixada, Curitiba                               |                                                          |
| 19:00       | Costly 31' | Reporte   | E. Valencia 34', 65' | Asistencia: 39 224 espectadores Árbitro(s): Ben Williams | Asistencia: 39 224 espectadores Árbitro(s): Ben Williams |

| 18         | Guardameta     | Noel Valladares      |     |
| 21         | Defensa        | Brayan Beckeles      |     |
| 5          | Defensa        | Víctor Bernárdez     |     |
| 3          | Defensa        | Maynor Figueroa      |     |
| 7          | Defensa        | Emilio Izaguirre     | 46' |
| 14         | Centrocampista | Boniek García        | 83' |
| 19         | Centrocampista | Luis Garrido         | 71' |
| 20         | Centrocampista | Jorge Claros         |     |
| 15         | Centrocampista | Roger Espinoza       |     |
| 13         | Delantero      | Carlo Costly         |     |
| 11         | Delantero      | Jerry Bengtson       |     |
| Entrenador | Entrenador     | Luis Fernando Suárez |     |

| 22         | Guardameta     | Alexander Domínguez |       |
| 4          | Defensa        | Juan Carlos Paredes |       |
| 2          | Defensa        | Jorge Guagua        |       |
| 3          | Defensa        | Frickson Erazo      |       |
| 10         | Defensa        | Walter Ayoví        |       |
| 16         | Centrocampista | Antonio Valencia    |       |
| 14         | Centrocampista | Oswaldo Minda       | 83'   |
| 6          | Centrocampista | Christian Noboa     |       |
| 7          | Centrocampista | Jefferson Montero   | 90+2' |
| 11         | Delantero      | Felipe Caicedo      | 82'   |
| 13         | Delantero      | Enner Valencia      |       |
| Entrenador | Entrenador     | Reinaldo Rueda      |       |

| 6  | Defensa   | Juan Carlos García | 46' |
| 10 | Delantero | Mario Martínez     | 71' |
| 23 | Delantero | Marvin Chávez      | 83' |

| 8  | Centrocampista | Édison Méndez    | 82'   |
| 23 | Centrocampista | Carlos Gruezo    | 83'   |
| 21 | Defensa        | Gabriel Achilier | 90+2' |

| Anotado | 31' | Carlo Costly | 1–0 |

| Anotado | 34' | Enner Valencia | 1–1 |
| Anotado | 65' | Enner Valencia | 1–2 |

| Amonestado | 7'    | Víctor Bernárdez |
| Amonestado | 45+3' | Jerry Bengtson   |

| Amonestado | 57' | Antonio Valencia  |
| Amonestado | 73' | Enner Valencia    |
| Amonestado | 80' | Jefferson Montero |

| Árbitro             | Ben Williams     |
| Árbitros asistentes | Matthew Cream    |
| Árbitros asistentes | Hakan Anaz       |
| Cuarto árbitro      | Yūichi Nishimura |
| Quinto árbitro      | Tōru Sagara      |

| 18         | Guardameta     | Noel Valladares      |     |
| 21         | Defensa        | Brayan Beckeles      |     |
| 5          | Defensa        | Víctor Bernárdez     |     |
| 3          | Defensa        | Maynor Figueroa      |     |
| 7          | Defensa        | Emilio Izaguirre     | 46' |
| 14         | Centrocampista | Boniek García        | 83' |
| 19         | Centrocampista | Luis Garrido         | 71' |
| 20         | Centrocampista | Jorge Claros         |     |
| 15         | Centrocampista | Roger Espinoza       |     |
| 13         | Delantero      | Carlo Costly         |     |
| 11         | Delantero      | Jerry Bengtson       |     |
| Entrenador | Entrenador     | Luis Fernando Suárez |     |

| 22         | Guardameta     | Alexander Domínguez |       |
| 4          | Defensa        | Juan Carlos Paredes |       |
| 2          | Defensa        | Jorge Guagua        |       |
| 3          | Defensa        | Frickson Erazo      |       |
| 10         | Defensa        | Walter Ayoví        |       |
| 16         | Centrocampista | Antonio Valencia    |       |
| 14         | Centrocampista | Oswaldo Minda       | 83'   |
| 6          | Centrocampista | Christian Noboa     |       |
| 7          | Centrocampista | Jefferson Montero   | 90+2' |
| 11         | Delantero      | Felipe Caicedo      | 82'   |
| 13         | Delantero      | Enner Valencia      |       |
| Entrenador | Entrenador     | Reinaldo Rueda      |       |

| 6  | Defensa   | Juan Carlos García | 46' |
| 10 | Delantero | Mario Martínez     | 71' |
| 23 | Delantero | Marvin Chávez      | 83' |

| 8  | Centrocampista | Édison Méndez    | 82'   |
| 23 | Centrocampista | Carlos Gruezo    | 83'   |
| 21 | Defensa        | Gabriel Achilier | 90+2' |

| Anotado | 31' | Carlo Costly | 1–0 |

| Anotado | 34' | Enner Valencia | 1–1 |
| Anotado | 65' | Enner Valencia | 1–2 |

| Amonestado | 7'    | Víctor Bernárdez |
| Amonestado | 45+3' | Jerry Bengtson   |

| Amonestado | 57' | Antonio Valencia  |
| Amonestado | 73' | Enner Valencia    |
| Amonestado | 80' | Jefferson Montero |

| Árbitro             | Ben Williams     |
| Árbitros asistentes | Matthew Cream    |
| Árbitros asistentes | Hakan Anaz       |
| Cuarto árbitro      | Yūichi Nishimura |
| Quinto árbitro      | Tōru Sagara      |

| \| Estadísticas \| \| \| \| Tiros \| 16 \| 8 \| \| Tiros a puerta \| 9 \| 5 \| \| Faltas \| 15 \| 17 \| \| Saques de esquina \| 4 \| 12 \| \| Penaltis \| 0 \| 0 \| \| Fueras de juego \| 1 \| 1 \| \| Posesión del balón \| 49 % \| 51 % \| | Alineación inicial  |                    |
| Estadísticas | Bandera de Honduras | Bandera de Ecuador |
| Tiros | 16                  | 8                  |
| Tiros a puerta | 9                   | 5                  |
| Faltas | 15                  | 17                 |
| Saques de esquina | 4                   | 12                 |
| Penaltis | 0                   | 0                  |
| Fueras de juego | 1                   | 1                  |
| Posesión del balón | 49 %                | 51 %               |

#### Ecuador vs Francia
| 25 de junio | Ecuador | 0:0 (0:0) | Francia | Maracanã, Río de Janeiro                                    |                                                             |
| 17:00       |         | Reporte   |         | Asistencia: 73 749 espectadores Árbitro(s): Noumandiez Doué | Asistencia: 73 749 espectadores Árbitro(s): Noumandiez Doué |

| 22         | Guardameta     | Alexander Domínguez  |     |
| 4          | Defensa        | Juan Carlos Paredes  |     |
| 2          | Defensa        | Jorge Guagua         |     |
| 3          | Defensa        | Frickson Erazo       |     |
| 10         | Defensa        | Walter Ayoví         |     |
| 16         | Centrocampista | Antonio Valencia     |     |
| 14         | Centrocampista | Oswaldo Minda        |     |
| 6          | Centrocampista | Christian Noboa      | 89' |
| 7          | Centrocampista | Jefferson Montero    | 63' |
| 15         | Delantero      | Michael Arroyo       | 82' |
| 13         | Delantero      | Enner Valencia       |     |
| Entrenador | Entrenador     | Luis Fernando Suárez |     |

| 1          | Guardameta     | Hugo Lloris         |     |
| 15         | Defensa        | Bacary Sagna        |     |
| 21         | Defensa        | Laurent Koscielny   |     |
| 5          | Defensa        | Mamadou Sakho       | 61' |
| 17         | Defensa        | Lucas Digne         |     |
| 22         | Centrocampista | Morgan Schneiderlin |     |
| 19         | Centrocampista | Paul Pogba          |     |
| 14         | Centrocampista | Blaise Matuidi      | 67' |
| 11         | Delantero      | Antoine Griezmann   | 79' |
| 18         | Delantero      | Moussa Sissoko      |     |
| 10         | Delantero      | Karim Benzema       |     |
| Entrenador | Entrenador     | Didier Deschamps    |     |

| 5  | Centrocampista | Renato Ibarra    | 63' |
| 21 | Defensa        | Gabriel Achilier | 82' |
| 11 | Delantero      | Felipe Caicedo   | 89' |

| 4  | Defensa   | Raphaël Varane | 61' |
| 9  | Delantero | Olivier Giroud | 67' |
| 20 | Delantero | Loïc Rémy      | 79' |

| Amonestado | 83' | Frickson Erazo |

| Expulsado | 50' | Antonio Valencia |

| Árbitro             | Noumandiez Doué         |
| Árbitros asistentes | Songuifolo Yeo          |
| Árbitros asistentes | Jean-Claude Birumushahu |
| Cuarto árbitro      | Björn Kuipers           |
| Quinto árbitro      | Sander van Roekel       |

| 22         | Guardameta     | Alexander Domínguez  |     |
| 4          | Defensa        | Juan Carlos Paredes  |     |
| 2          | Defensa        | Jorge Guagua         |     |
| 3          | Defensa        | Frickson Erazo       |     |
| 10         | Defensa        | Walter Ayoví         |     |
| 16         | Centrocampista | Antonio Valencia     |     |
| 14         | Centrocampista | Oswaldo Minda        |     |
| 6          | Centrocampista | Christian Noboa      | 89' |
| 7          | Centrocampista | Jefferson Montero    | 63' |
| 15         | Delantero      | Michael Arroyo       | 82' |
| 13         | Delantero      | Enner Valencia       |     |
| Entrenador | Entrenador     | Luis Fernando Suárez |     |

| 1          | Guardameta     | Hugo Lloris         |     |
| 15         | Defensa        | Bacary Sagna        |     |
| 21         | Defensa        | Laurent Koscielny   |     |
| 5          | Defensa        | Mamadou Sakho       | 61' |
| 17         | Defensa        | Lucas Digne         |     |
| 22         | Centrocampista | Morgan Schneiderlin |     |
| 19         | Centrocampista | Paul Pogba          |     |
| 14         | Centrocampista | Blaise Matuidi      | 67' |
| 11         | Delantero      | Antoine Griezmann   | 79' |
| 18         | Delantero      | Moussa Sissoko      |     |
| 10         | Delantero      | Karim Benzema       |     |
| Entrenador | Entrenador     | Didier Deschamps    |     |

| 5  | Centrocampista | Renato Ibarra    | 63' |
| 21 | Defensa        | Gabriel Achilier | 82' |
| 11 | Delantero      | Felipe Caicedo   | 89' |

| 4  | Defensa   | Raphaël Varane | 61' |
| 9  | Delantero | Olivier Giroud | 67' |
| 20 | Delantero | Loïc Rémy      | 79' |

| Amonestado | 83' | Frickson Erazo |

| Expulsado | 50' | Antonio Valencia |

| Árbitro             | Noumandiez Doué         |
| Árbitros asistentes | Songuifolo Yeo          |
| Árbitros asistentes | Jean-Claude Birumushahu |
| Cuarto árbitro      | Björn Kuipers           |
| Quinto árbitro      | Sander van Roekel       |

| \| Estadísticas \| \| \| \| Tiros \| 11 \| 20 \| \| Tiros a puerta \| 7 \| 13 \| \| Faltas \| 17 \| 6 \| \| Saques de esquina \| 1 \| 7 \| \| Penaltis \| 0 \| 0 \| \| Fueras de juego \| 1 \| 1 \| \| Posesión del balón \| 40 % \| 60 % \| | Alineación inicial |                    |
| Estadísticas | Bandera de Ecuador | Bandera de Francia |
| Tiros | 11                 | 20                 |
| Tiros a puerta | 7                  | 13                 |
| Faltas | 17                 | 6                  |
| Saques de esquina | 1                  | 7                  |
| Penaltis | 0                  | 0                  |
| Fueras de juego | 1                  | 1                  |
| Posesión del balón | 40 %               | 60 %               |

## Estadísticas

### Participación de jugadores
| N.° | Pos        | Jugador             | PJ | Minutos jugados | Goles recibidos | Atajos | Tarjetas amarillas | Doble tarjeta amarilla y roja | Tarjetas rojas |
| --- | ---------- | ------------------- | -- | --------------- | --------------- | ------ | ------------------ | ----------------------------- | -------------- |
| 1   | Guardameta | Máximo Banguera     | 0  | 0               | 0               | 0      | 0                  | 0                             | 0              |
| 12  | Guardameta | Adrián Bone         | 0  | 0               | 0               | 0      | 0                  | 0                             | 0              |
| 22  | Guardameta | Alexander Domínguez | 3  | 270             | 3               | 16     | 0                  | 0                             | 0              |

| N.° | Pos            | Jugador             | PJ | Minutos jugados | Goles | Asistencias | Tarjetas Amarillas | Doble tarjeta amarilla y roja | Tarjetas rojas |
| --- | -------------- | ------------------- | -- | --------------- | ----- | ----------- | ------------------ | ----------------------------- | -------------- |
| 2   | Defensa        | Jorge Guagua        | 3  | 270             | 0     | 0           | 0                  | 0                             | 0              |
| 3   | Defensa        | Frickson Erazo      | 3  | 270             | 0     | 0           | 1                  | 0                             | 0              |
| 4   | Defensa        | Juan Carlos Paredes | 3  | 270             | 0     | 1           | 1                  | 0                             | 0              |
| 5   | Centrocampista | Renato Ibarra       | 1  | 27              | 0     | 0           | 0                  | 0                             | 0              |
| 6   | Centrocampista | Christian Noboa     | 3  | 269             | 0     | 0           | 0                  | 0                             | 0              |
| 7   | Centrocampista | Jefferson Montero   | 3  | 230             | 0     | 0           | 1                  | 0                             | 0              |
| 8   | Centrocampista | Édison Méndez       | 1  | 8               | 0     | 0           | 0                  | 0                             | 0              |
| 9   | Delantero      | Joao Robin Rojas    | 1  | 13              | 0     | 0           | 0                  | 0                             | 0              |
| 10  | Defensa        | Walter Ayoví        | 3  | 270             | 0     | 2           | 0                  | 0                             | 0              |
| 11  | Delantero      | Felipe Caicedo      | 3  | 153             | 0     | 0           | 0                  | 0                             | 0              |
| 13  | Delantero      | Enner Valencia      | 3  | 270             | 3     | 0           | 1                  | 0                             | 0              |
| 14  | Centrocampista | Oswaldo Minda       | 2  | 173             | 0     | 0           | 0                  | 0                             | 0              |
| 15  | Centrocampista | Michael Arroyo      | 2  | 112             | 0     | 0           | 0                  | 0                             | 0              |
| 16  | Centrocampista | Antonio Valencia    | 3  | 230             | 0     | 0           | 1                  | 0                             | 1              |
| 17  | Delantero      | Jaime Ayoví         | 0  | 0               | 0     | 0           | 0                  | 0                             | 0              |
| 18  | Defensa        | Óscar Bagüí         | 0  | 0               | 0     | 0           | 0                  | 0                             | 0              |
| 19  | Centrocampista | Luis Saritama       | 0  | 0               | 0     | 0           | 0                  | 0                             | 0              |
| 20  | Centrocampista | Fidel Martínez      | 0  | 0               | 0     | 0           | 0                  | 0                             | 0              |
| 21  | Defensa        | Gabriel Achilier    | 1  | 8               | 0     | 0           | 0                  | 0                             | 0              |
| 23  | Centrocampista | Carlos Gruezo       | 2  | 97              | 0     | 0           | 0                  | 0                             | 0              |

### Goleadores
| N.°   | Jugador        | Anotado | PJ | Prom. | Jugada | Cabeza | TL | Penal |
| ----- | -------------- | ------- | -- | ----- | ------ | ------ | -- | ----- |
| 1     | Enner Valencia | 3       | 3  | 1     | 1      | 2      | 0  | 0     |
| Total | Total          | 3       | 3  | 1     | 1      | 2      | 0  | 0     |

### Asistencias
| N.°   | Jugador             | Asistencia | Jugada | Cabeza | TL | SdE |
| ----- | ------------------- | ---------- | ------ | ------ | -- | --- |
| 1     | Walter Ayoví        | 2          | 0      | 0      | 2  | 0   |
| 2     | Juan Carlos Paredes | 1          | 1      | 0      | 0  | 0   |
| Total | Total               | 3          | 1      | 0      | 2  | 0   |